# Eldorado (Illinois)
Eldorado é uma cidade localizada no estado americano de Illinois, no Condado de Saline.

## Demografia
Segundo o censo americano de 2000, a sua população era de 4534 habitantes.
Em 2006, foi estimada uma população de 4413, um decréscimo de 121 (-2.7%).

## Geografia
De acordo com o United States Census Bureau tem uma área de
6,1 km², dos quais 6,0 km² cobertos por terra e 0,1 km² cobertos por água. Eldorado localiza-se a aproximadamente 117 m acima do nível do mar.

## Localidades na vizinhança
O diagrama seguinte representa as localidades num raio de 16 km ao redor de Eldorado.